# Кала-Мильо
Ка́ла-Миль́о (исп. Cala Millor) — курорт в Испании на одном из самых больших Балеарских островов — острове Мальорка, в муниципалитете Сон-Сервера.

## Географическое положение
Расположен на восточном побережье острова, в 70 километрах от столицы острова — города Пальма-де-Мальорка. Расстояние до международного аэропорта Сон-Сан-Хуан — 60 км. Небольшой скалистый мыс отделяет его прибрежную зону от соседнего курорта Кала Бона.

## Число жителей
Число жителей курорта в 2019 году составляло 5665 человек.

## История
Кала-Мильо в переводе с испанского означает «Лучшая бухта». До туристического бума 1960-х годов Кала-Мильо был длинным пляжем с песчаными дюнами и типичной для восточных берегов острова растительностью: сосны, тамаринды, ежевика, дикие оливковые деревья, можжевельник, чертополох и др. Тогда здесь находилось только несколько небольших домов. В настоящее время Кала-Мильо — популярный современный курорт.

## Описание
Прибрежный район Кала-Мильо разделён между муниципалитетами Сон-Сервера и Сан-Лоренсо. Он протянулся более чем на 6 километров вдоль широкой бухты, защищённой с обеих сторон большими мысами. Длина пляжа курорта Кала-Мильо составляет 2 километра, ширина в среднем около 50 метров. Это один из лучших пляжей на острове. Здесь чистая вода и пологая поверхность из мелкого песка. По всей его длине проходит набережная. На пляже есть причал для прогулочных катеров, яхтенный порт находится в Кала-Бона. Большинство отелей и апартаментов расположены на берегу моря, в муниципалитете Сон Сервера.
Курорт Кала-Мильо имеет большую популярность у туристов. Считается, что он больше подходит для традиционного семейного отдыха, чем для шумного молодёжного времяпрепровождения. Здесь есть возможность заниматься водными видами спорта, работает школа виндсёрфинга.
Максимальная температура воздуха на курорте +35° C, минимальная +12 ° C.

## Галерея

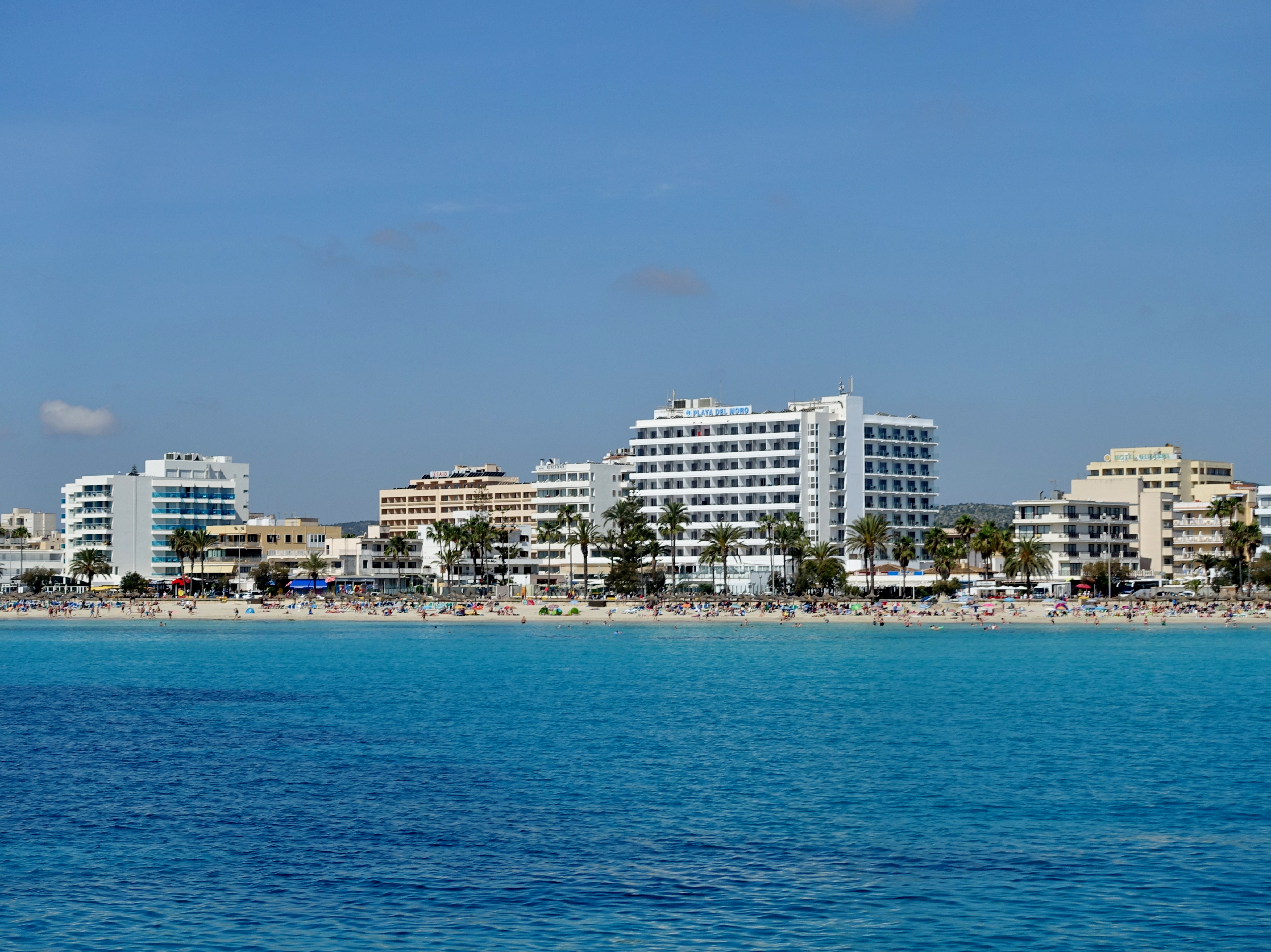
Кала-Мильо с моря
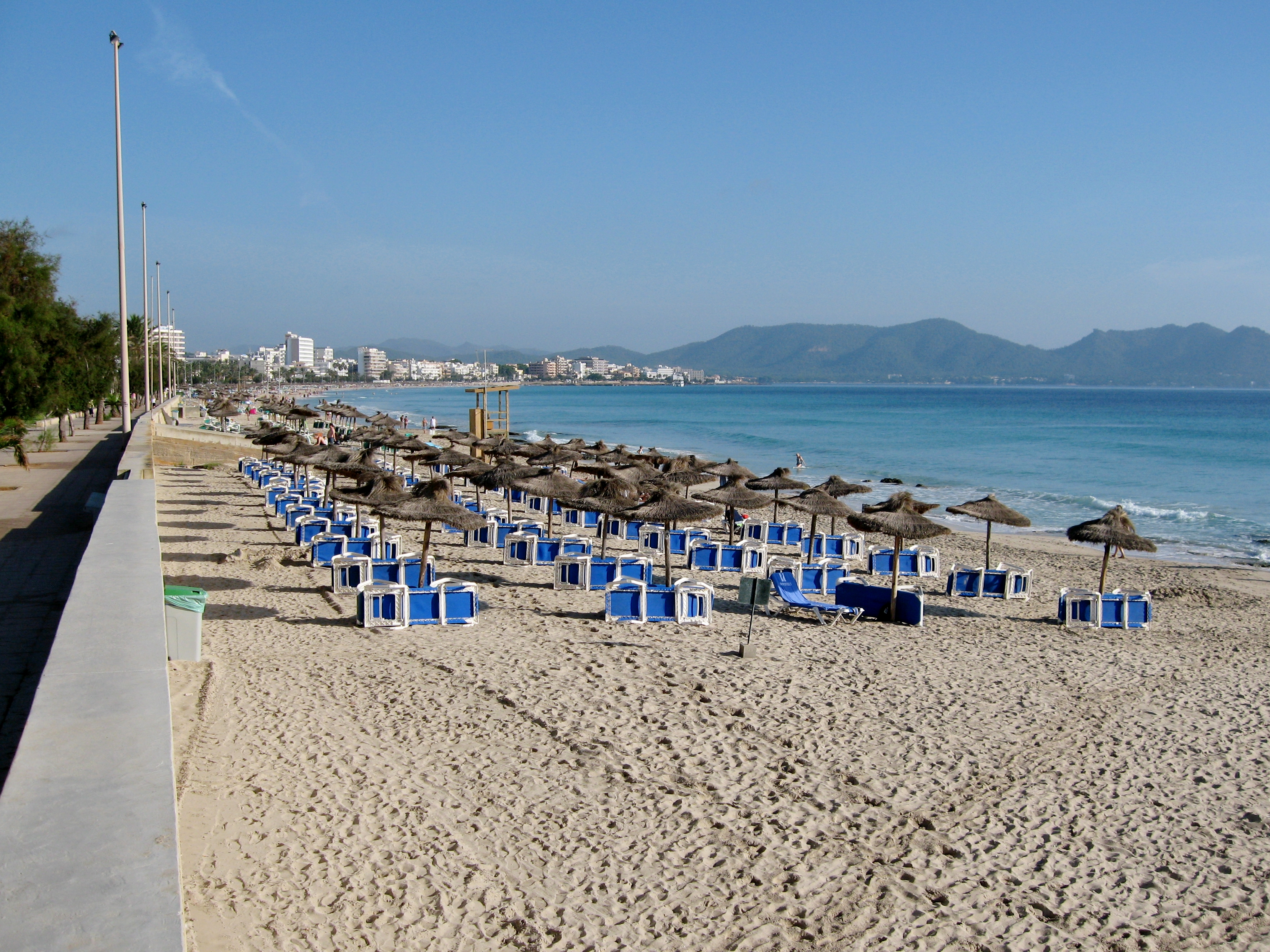
Пляж Кала-Мильо
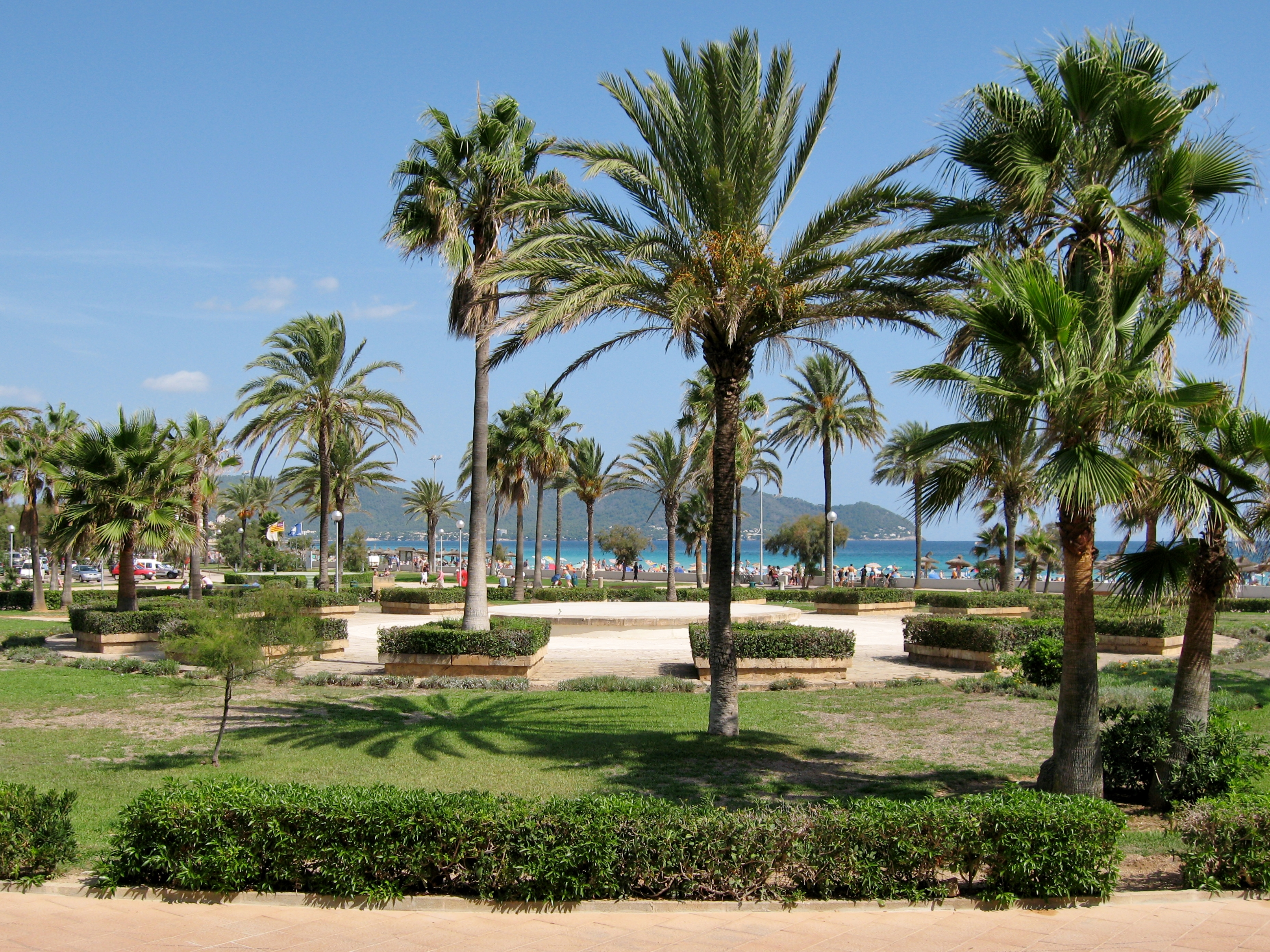
Приморский парк
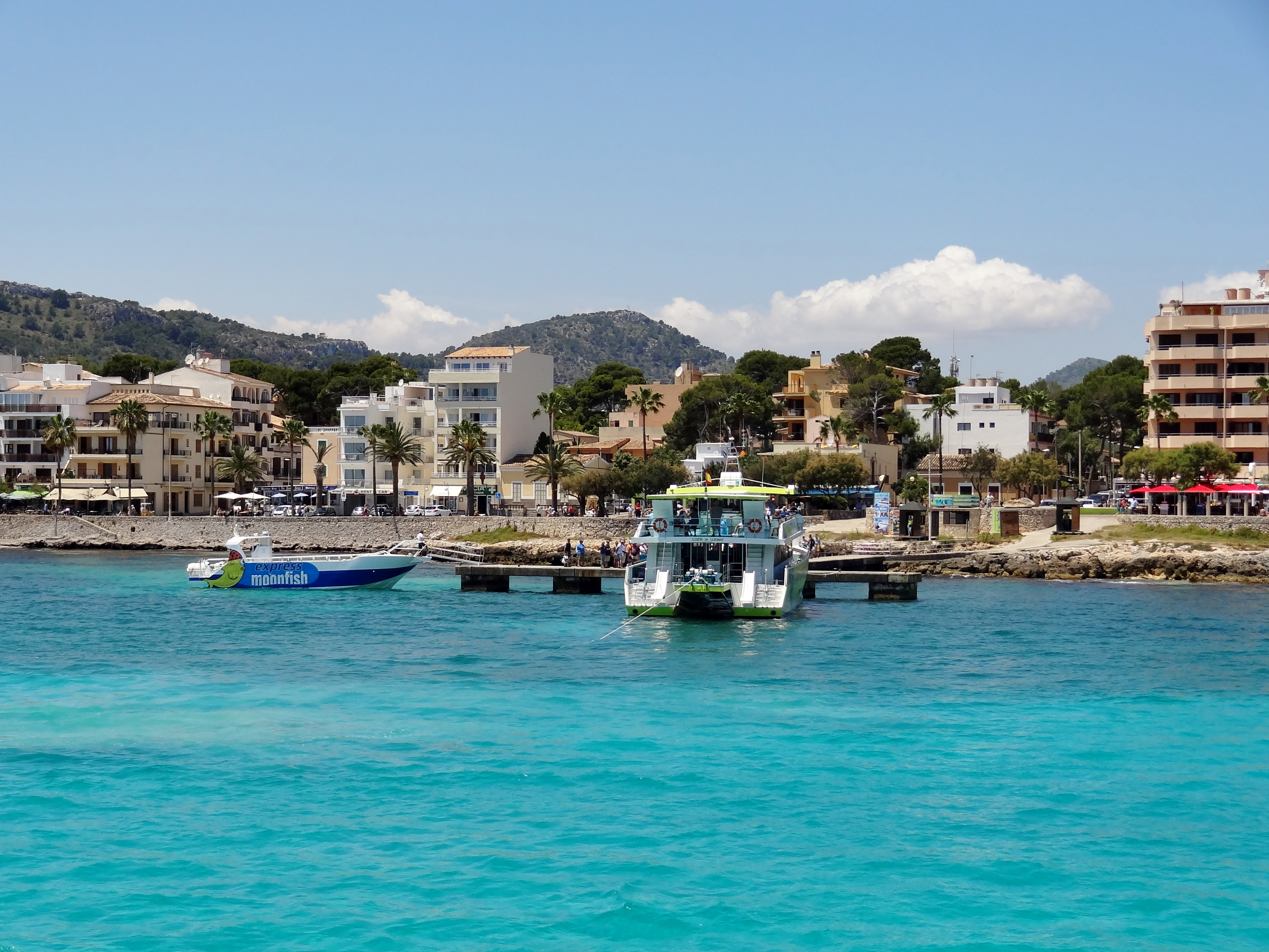
Причал
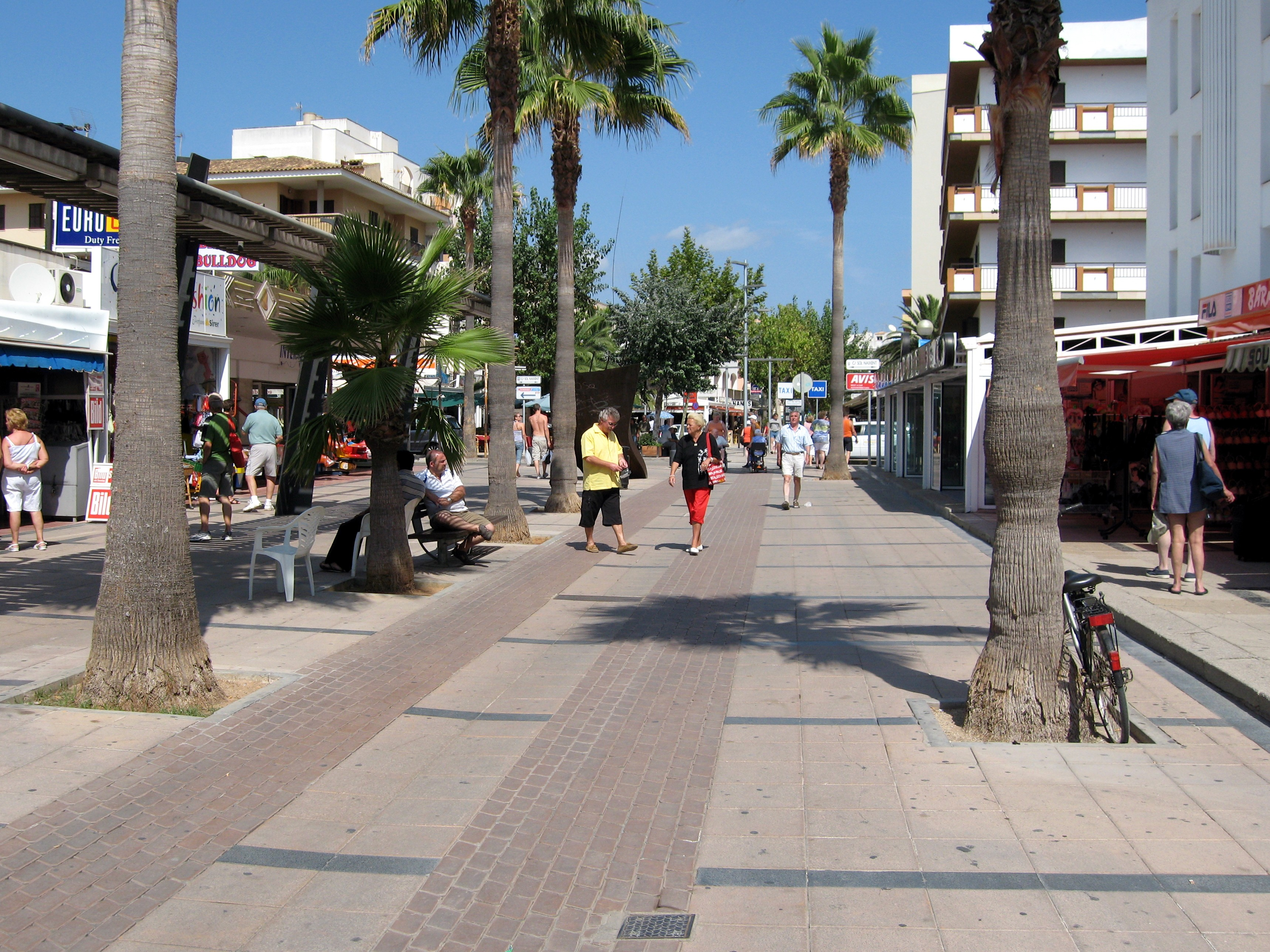
Улица Христофора Колумба
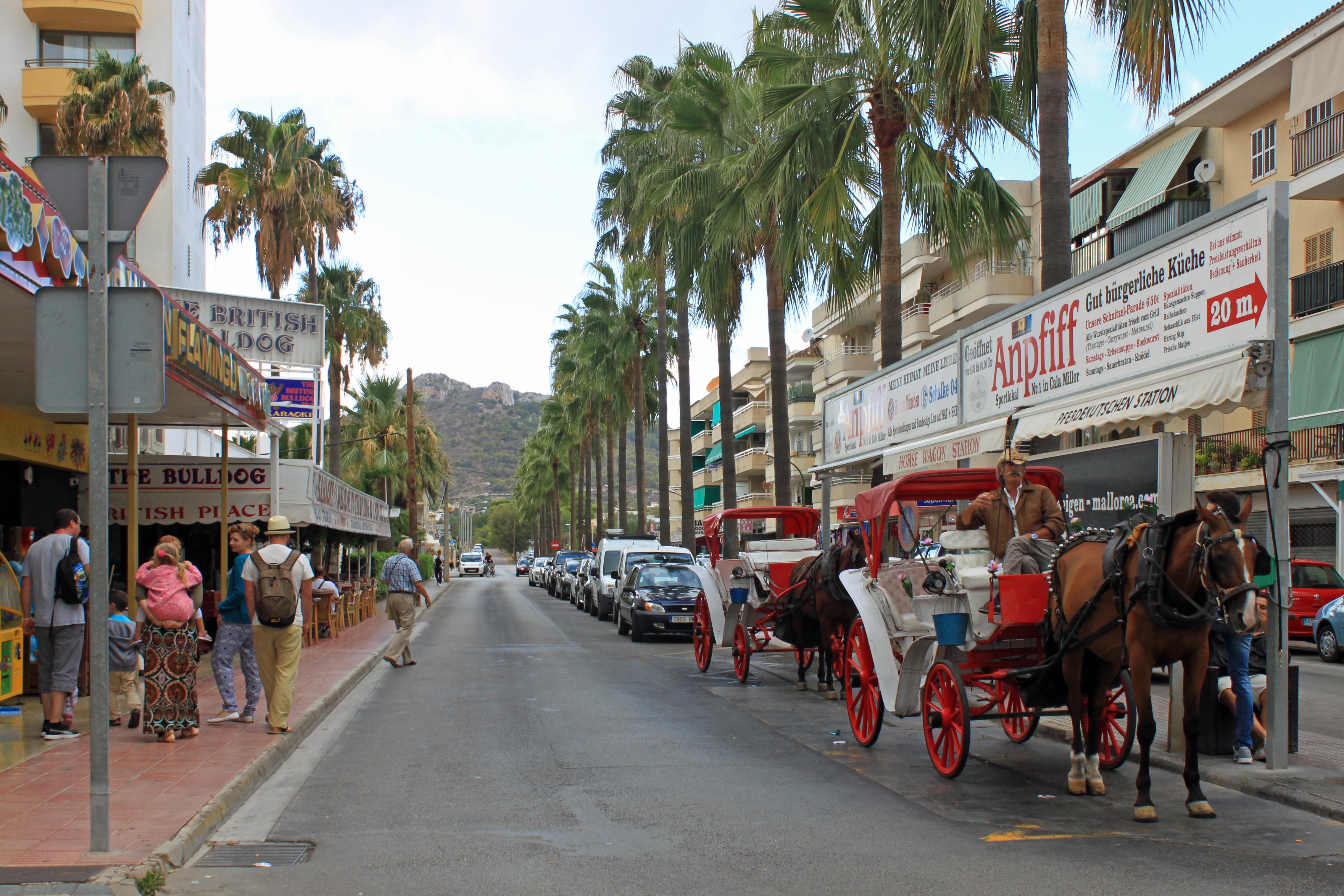
Кала-Мильо в сентябре